# Гвардия султана Омана
Гвардия султана Омана Кабус бен Саида (араб. الحرس السلطاني العماني‎). Самое крупное современное подразделение подобного плана в современном мире. Общая численность на 2009 год — 6400 человек. Состоит из сухопутного, воздушного и морского компонентов. Подчиняется непосредственно султану, но входит в состав министерства обороны.

## Сухопутный компонент
В состав входят на 2009 год. Штаб гвардии, пехотная бригада (1 бронетанковый и 2 мотопехотных батальона) и 2 полка (по сути батальона) специального назначения. Всего около 6000 человек. (в том числе 1000 спецназа). В 2010 году численность сухопутного компонента была уменьшена.

На вооружении пехотной бригады:
- до 9 БРМ с тяжелым вооружением VBC-90
- 33 БТР VAB-VCI
- 9 Зенитных артиллерийских самоходных спаренных установок VAB-VDAA
- 30-32 ПТРК «MILAN»
- 14 ПЗРК Javelin

В интересах сил спецназа могут использоваться 4 вертолета AS-202-18А-4.

## Эскадрилья VIP
Исполняет обязанности по перевозке султана, членов королевской семьи и высших должностных лиц султаната. Численность личного состава 250 человек.
В состав эскадрильи входят:
Самолеты

- Boeing 747—400
- Boeing 747SP
- Airbus A320
- 2 Gulfstream IV

Вертолеты 

- 3 SA-330J «Puma»
- 3 AS.332 «Super Puma» (2 AS-332C и AS-332L)

## Дивизион султанских яхт ВМС Омана
Единственное на данный момент военно-морское подразделение (англ. Omani Royal Yacht Squadron). Численность экипажей без технического персонала — 150 человек. На 2011 год в него входили королевские яхты Al Said, Fulk al Salamah (который по сути является десантным кораблем) и парусно-моторная яхта Zinat al Bihaar, кроме того, построенный в Нидерландах специальный буксир Al-Noores. По другим данным в состав подразделения также входит, формально переданная султаном министерству туризма, яхта Loaloat Al Behar (ex — Al Said). База — Маскат.